# Hermenegildo Giner de los Ríos
Hermenegildo Giner de los Ríos (Cadis 1847 - Granada, 1923) va ser un pedagog, publicista i polític espanyol vinculat a la Institución Libre de Enseñanza fundada pel seu germà Francisco, diputat per Barcelona a les Corts Espanyoles durant la restauració borbònica.

## Biografia
Va estudiar Dret i va ser professor en diversos Instituts de Batxillerat de diferents ciutats, sent separat de la càtedra durant la Restauració en 1875, juntament amb altres professors liberals. A l'any següent, juntament amb el seu germà i la majoria de professors depurats, va col·laborar en la fundació de la Institución Libre de Enseñanza.
Va renovar l'ensenyament de la Literatura Espanyola; els seus textos de Literatura inicien els alumnes en la lectura per a conèixer, però també per a sentir i voler, plantejant una assignatura oberta a l'estudiant. Les seves obres més conegudes són Teoría del Arte e Historia de las Bellas Artes en la antigüedad, Principios de Literatura i Manual de Estética, orientades a l'ensenyament, i va contribuir poderosament a la fonamentació científica d'aquesta disciplina. Va traduir les obres de Hegel Estética i Lecciones sobre la estética, i les de Wilhelm Tiberghien La enseñanza obligatoria, Moral elemental para uso de las escuelas i Krause i Spencer. Seguidor de Krause, va publicar en 1874 Lecciones sumarias de Psicología, el més important dels treballs sobre psicologia escrits en castellà en el segle xix.
Militant del Partit Republicà Radical, va ser regidor de l'Ajuntament de Barcelona el 1903 i posteriorment diputat a Corts en les legislatures de 1907, 1910, 1914 i 1916.